# 中村雅楽
中村 雅楽（なかむら がらく）は戸板康二の推理小説シリーズ「中村雅楽探偵譚」に登場する架空の歌舞伎役者。すぐれた推理力を示す名探偵でもある。屋号高松屋。立役を主とする。中村歌右衛門の系統に属する名跡であるらしい。

## 解説
くわしい生年は不明であるが、1959年に発表された「盲女殺人事件」に「八十近い老人」と記されているところを見ると、1880年代前半の生まれであると思われる。歌舞伎役者としては菊吉と同世代で、九代目市川団十郎や五代目尾上菊五郎などの型にくわしい。リウマチ・神経痛などをわずらっているという記述が見られるが、立ち居は常に颯爽としていて、老いや病を感じさせない。
探偵小説を好み、観察力・注意力に優れると自認する雅楽が扱うのは、主として歌舞伎界を中心とする芸能の分野で起こった難事件・怪事件であり、「東都新聞」芸能部に勤務する竹野記者を通じてさまざまな事件の情報がもたらされる。推理にあたっては、雅楽がホームズ、竹野がワトソンの役回りとなり、場合によっては警視庁の江川刑事の助力を得ることもある。どちらかといえば安楽椅子探偵的な推理が多いのが、雅楽の特徴である。
作者は雅楽のキャラクターづくりにあたって、まず中村歌右衛門の名から「雅楽」（うた）を思いつき、喜多村緑郎を具体的なモデルとして人物を描いたと述べている。また、そのほかに六代目尾上菊五郎の近代的知性が、雅楽の探偵としての性格に影響を与えたとも言う（なお、本作がテレビ朝日でドラマ化された際に主人公を演じた十七代目中村勘三郎は、六代目菊五郎の女婿である）。
2007年、雅楽の登場する全ての小説を収めた「中村雅楽探偵全集」が、日下三蔵編集により東京創元社より刊行された。文庫全5巻。

## 刊行本・収録作品
- 車引殺人事件  河出書房新社 1959年6月
  - 車引殺人事件
  - 尊像紛失事件
  - 立女形失踪事件
  - 等々力座殺人事件
  - 松王丸変死事件
  - 車引殺人事件
- 團十郎切腹事件 河出書房新社 1960年2月
  - 盲女殺人事件
  - ノラ失踪事件
  - 團十郎切腹事件
  - 六スタ殺人事件
  - 團十郎切腹事件
- 松風の記憶―鷺娘殺人事件 中央公論社 1960年8月／徳間書店・徳間ノベルズ 1977年6月／講談社文庫 1983年9月
  - 長編作品
- 奈落殺人事件 文藝春秋新社 1960年11月
  - 奈落殺人事件
  - 不当な解雇
  - 八重歯の女
  - 死んでもCM
  - ある絵解き
  - ほくろの男
  - 返り初日
  - 鏡のワルツ
  - 夏の終り
- 第三の演出者  桃源社 1961年6月
  - 長編作品
- 中村雅楽探偵譚 グリーン車の子供 徳間書店・徳間ノベルス 1976年10月
  - 一人二役
  - ラスト・シーン
  - 臨時停留所
  - 八人目の寺子
  - 句会の短冊
  - 虎の巻紛失
  - 三人目の権八
  - 西の桟敷
  - 光源氏の醜聞
  - 襲名の扇子
  - グリーン車の子供
  - 日本のミミ
  - 妹の縁談
- 雅楽探偵譚1 團十郎切腹事件 立風書房 1977年9月
  - 車引殺人事件
  - 尊像紛失事件
  - 立女形失踪事件
  - 等々力座殺人事件
  - 松王丸変死事件
  - 盲女殺人事件
  - 團十郎切腹事件
- 雅楽探偵譚2 奈落殺人事件 立風書房 1978年6月
  - 六スタ殺人事件
  - 不当な解雇
  - 奈落殺人事件
  - 八重歯の女
  - 死んでもCM
  - ほくろの男
  - ある絵解き
  - 滝に誘う女
- 團十郎切腹事件 講談社文庫 1981年10月
  - 車引殺人事件
  - 尊像紛失事件
  - 立女形失踪事件
  - 等々力座殺人事件
  - 松王丸変死事件
  - 盲女殺人事件
  - 團十郎切腹事件
  - 奈落殺人事件
- 目黒の狂女―中村雅楽推理手帖― 講談社 1982年5月
  - 目黒の狂女
  - 女友達
  - 女形の災難
  - 先代の鏡台
  - 楽屋の蟹
  - 砂浜と少年
  - 俳優祭
  - 玄関の菊
  - 女形と香水
  - コロンボという犬
- グリーン車の子供　講談社文庫 1982年8月
  - 滝に誘う女
  - 隣家の消息
  - 美少年の死
  - グリーン車の子供
  - 日本のミミ
  - 妹の縁談
  - お初さんの逮夜
  - 梅の小枝
  - 子役の病気
  - 二枚目の虫歯
  - 神かくし
- 淀君の謎  講談社 1983年9月
  - 淀君の謎
  - かんざしの紋
  - むかしの写真
  - 大使夫人の指輪
  - 芸養子
  - 四番目の箱
  - 窓際の支配人
  - 木戸御免
- 劇場の迷子 ―中村雅楽推理手帖― 講談社 1985年9月
  - 日曜日のアリバイ
  - なつかしい旧悪
  - 祖母の秘密
  - 市村座の後妻 - 雅楽ものではない短編。そのため、創元推理文庫版『劇場の迷子』には未収録。
  - 弁当の照焼
  - 銀ブラ
  - 不正行為
  - 写真の若武者
  - 機嫌の悪い役
  - いつものボックス
  - 劇場の迷子
  - 必死の声
- 中村雅楽探偵全集1 團十郎切腹事件 （創元推理文庫） 2007年2月
  - 車引殺人事件
  - 尊像粉失事件
  - 立女形失踪事件
  - 等々力座殺人事件
  - 松王丸変死事件
  - 盲女殺人事件
  - ノラ失踪事件
  - 團十郎切腹事件
  - 六スタ殺人事件
  - 不当な解雇
  - 奈落殺人事件
  - 八重歯の女
  - 死んでもCM
  - ほくろの男
  - ある絵解き
  - 滝に誘う女
  - 加納座実説
  - 文士劇と蝿の話
- 中村雅楽探偵全集2 グリーン車の子供 （創元推理文庫） 2007年4月
  - ラッキー・シート
  - 写真のすすめ
  - 密室の鎧
  - 一人二役
  - ラスト・シーン
  - 臨時停留所
  - 隣家の消息
  - 美少年の死
  - 八人目の寺子
  - 句会の短冊
  - 虎の巻紛失
  - 三人目の権八
  - 西の桟敷
  - 光源氏の醜聞
  - 襲名の扇子
  - グリーン車の子供
  - 日本のミミ
  - 妹の縁談
- 中村雅楽探偵全集3 目黒の狂女 （創元推理文庫）  2007年6月
  - かんざしの紋
  - 淀君の謎
  - 目黒の狂女
  - 女友達
  - 女形の災難
  - 先代の鏡台
  - 楽屋の蟹
  - お初さんの逮夜
  - むかしの写真
  - 砂浜と少年
  - 大使夫人の指輪
  - 俳優祭
  - 玄関の菊
  - 梅の小枝
  - 女形と香水
  - 子役の病気
  - 二枚目の虫歯
  - コロンボという犬
  - 神かくし
  - 芸養子
  - 四番目の箱
  - 窓際の支配人
  - 木戸御免
- 中村雅楽探偵全集4 劇場の迷子 （創元推理文庫） 2007年9月
  - 日曜日のアリバイ
  - 灰
  - 元天才少女
  - なつかしい旧悪
  - 祖母の秘密
  - 弁当の照焼
  - 銀ブラ
  - 不正行為
  - 写真の若武者
  - 機嫌の悪い役
  - いつものボックス
  - 劇場の迷子
  - 必死の声
  - 芸談の実験
  - かなしい御曹司
  - 家元の女弟子
  - 京美人の顔
  - 女形の愛人
  - 一日がわり
  - 荒療治
  - 市松の絆纏
  - 二つの縁談
  - おとむじり
  - 油絵の美少女
  - 赤いネクタイ
  - 留め男
  - むかしの弟子
  - 演劇史異聞
- 中村雅楽探偵全集5 松風の記憶 （創元推理文庫） 2007年11月
  - 松風の記憶
  - 第三の演出者
- 等々力座殺人事件　中村雅楽と迷宮舞台 （河出文庫、新保博久編） 2023年12月

## テレビドラマ

### テレビ朝日版
『土曜ワイド劇場』（テレビ朝日）にて、十七世中村勘三郎主演により『名探偵雅楽登場』、『名探偵雅楽再び登場!』、『名探偵雅楽三度登場!』 の3本がテレビドラマとして制作された。

#### キャスト
中村雅楽
演 - 中村勘三郎
歌舞伎の名優。推理マニア。
美津
演 - 早乙女愛
料理店の娘。
江川
演 - 山城新伍
警視庁刑事。
竹野伸夫
演 - 近藤正臣
東都新聞学芸部の記者。

##### ゲスト
第1作「名探偵雅楽登場 車引殺人事件つづいて鷺娘殺人事件」（1979年）
- 安川田鶴子（踊りの師匠・当次と政代の娘） - 波乃久里子
- 浅尾当太郎（当次と波子の息子） - 大出俊
- 尾上多見之丞（役者） - 村井国夫
- 安川ふみ子（政代の娘・田鶴子の父違いの妹） - 高瀬春奈
- 安川政代（芸者） - 日高澄子
- 浅尾当次（役者） - 伊藤雄之助
- 高田茂三郎（当次の双子の弟） - 伊藤雄之助（二役）
- 中村勘五郎、中村千弥、中村仲助、中村仲一郎、中村仲司、中村仲二朗、中村仲三郎、牧田正嗣、安田憲史、古屋哲、横山繁、吉田良全、江郷宣彦、伊志野鴻

第2作「名探偵雅楽再び登場！お染宙吊り殺人事件つづいて奈落殺人事件」（1980年）
- 深川イネ（理容師） - 淡島千景
- 嵐芙蓉（役者） - 中村勘九郎
- 芳沢今日子（露紅の娘） - 古手川祐子
- 芳沢紅雀（露紅の養子） - 入川保則
- 田村（芳沢家のマネージャー） - 穂積隆信
- 山瀬たみ子（クラブのママ） - 八木孝子
- 紫紅（役者） - 中村小山三
- 芳沢露紅（役者） - 中村雀右衛門
- 富田恵子、鎮目仁、中村京右衛門、中村四郎五郎、中村仲司、中村仲二朗、中村仲三郎、中村京太郎、中村京妙、吉田良全、横山繁、西東洋、沢樹憂子、倉繁理恵子、ワールドアクション

第3作「名探偵雅楽三度登場！幽霊劇場殺人事件」（1980年）
- 嵐沢之丞（役者） - 林与一
- 林琴江（相生座の従業員・梅吉の娘） - 高橋洋子
- 刑事 - 井上昭文
- 染谷栄子（沢之丞の前の後援会長） - 白石奈緒美
- 栗田昇（栗田の息子） - 有川博
- 栗田（沢之丞の後援会長） - 伊沢一郎
- 松江（沢之丞の元恋人・故人） - 北川恵
- 嵐京十郎（沢之丞の弟子） - 北村総一朗
- 林梅吉（相生座の従業員） - 有島一郎
- 栗田の娘 - 西田珠美
- 山口恵子、中村仲司、鈴木康弘、中村仲一郎、中村仲助、野口知俊、津金清子、松井良樹、鈴木一輝、巣山プロ

#### スタッフ
- 脚本 - 吉田剛
- 音楽 - 木下忠司
- 監督 - 斎藤武市
- プロデューサー - 吉津正（テレビ朝日）、金子和一郎（第1作のみ）、佐々木孟
- 制作 - テレビ朝日、歌舞伎座テレビ（第1作のみ、第2作と第3作については制作協力）、松竹（第2作・第3作）

#### 放送日程
- 視聴率はビデオリサーチ調べ、関東地区・世帯・リアルタイム。

| 話数 | 放送日       | サブタイトル                                               | 原作                                | 脚本   | 監督     | 視聴率 |
| ---- | ------------ | ---------------------------------------------------------- | ----------------------------------- | ------ | -------- | ------ |
| 1    | 1979年5月5日 | 名探偵雅楽登場 車引殺人事件つづいて鷺娘殺人事件            | 「車引殺人事件」 「松風の記憶」     | 吉田剛 | 斎藤武市 | 17.6%  |
| 2    | 1980年1月5日 | 名探偵雅楽再び登場! お染宙吊り殺人事件つづいて奈落殺人事件 | 「奈落殺人事件」                    | 吉田剛 | 斎藤武市 | 15.1%  |
| 3    | 1980年5月3日 | 名探偵雅楽三度登場! 幽霊劇場殺人事件                       | 「加納座実説」 「グリーン車の子供」 | 吉田剛 | 斎藤武市 | 14.4%  |

### その他版
- 尊像紛失事件 NTV 1959/08/26
- 立女形失踪事件 CX
- 団十郎切腹事件 CX 1960/03/21 〜 1960/03/28
- 車引殺人事件 NHK 1960/07/15